# Муняно ди Наполи
Муня̀но ди На̀поли (на италиански: Mugnano di Napoli; на неаполитански: Mugnano 'e Napule, Мунянъ е Напулъ) е град и община в Южна Италия, провинция Неапол, регион Кампания. Разположен е на 125 m надморска височина. Населението на общината е 34 537 души (към 2010 г.).